# Kommunistische Partei-Opposition

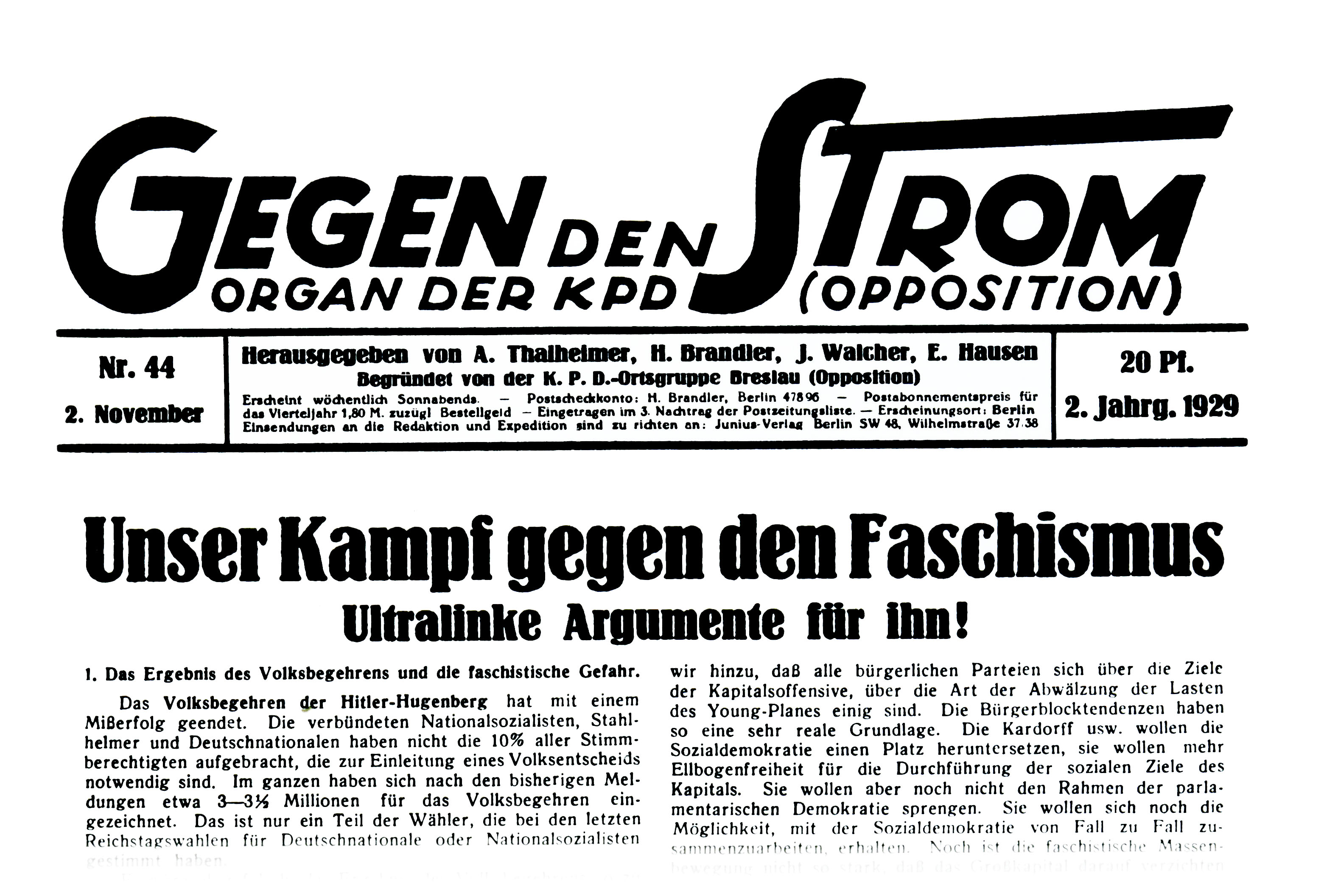
Gegen den Strom, Zeitschrift der KPD-O, Berlin 1929

Die Kommunistische Partei-Opposition (auch KPD-Opposition; kurz KPD-O, KPDO oder KPO) war eine 1928/29 entstandene Abspaltung der Kommunistischen Partei Deutschlands (KPD).

## Vorgeschichte und Konstituierung der KPO 1928/29
Nach dem VI. Weltkongress der Kommunistischen Internationale vollzog die KPD 1928 zusammen mit den anderen Sektionen der Komintern eine „ultralinke“ Wende. Sie brach mit der 1925/26 wieder aufgenommenen Politik der „Einheitsfront“, die in bestimmten Situationen – etwa bei der Auseinandersetzung um die Fürstenenteignung – eine auch formalisierte Zusammenarbeit mit der Sozialdemokratie vorgesehen hatte. Auf der Grundlage der Analyse des VI. Weltkongresses, dass die Phase der Stabilisierung des Kapitalismus zu Ende gehe, die Arbeiterbewegung sich radikalisiere und ein neuer „revolutionärer Aufschwung“ bevorstehe, richtete die Partei ihren „Hauptstoß“ nun gegen die SPD (vgl. Sozialfaschismusthese).
Eine Reihe führender KPD-Funktionäre, darunter die Bezirksleiter von Schlesien, Erich Hausen, und von Thüringen, Hans Tittel, lehnte diesen Kurs ab. Zu diesem Kreis gehörten auch der frühere KPD-Vorsitzende Heinrich Brandler und August Thalheimer, der bis 1924 mit Brandler der Parteiführung angehört hatte. Beide hatten sich seit 1924 in Moskau aufgehalten und waren dort jeweils Mitglied der KPdSU geworden. Im Mai (Thalheimer) und im Oktober (Brandler) 1928 kehrten sie nach Deutschland zurück, wo sie damit begannen, ihre Anhänger, von denen viele der KPD seit der Gründung angehörten, zu sammeln. Im Herbst 1928 nahmen sie den offenen Kampf gegen die neuerliche „ultralinke“ Ausrichtung der Partei auf. Beide wurden im Januar 1929 aus der KPdSU und damit auch aus der Komintern ausgeschlossen.
Die Gruppe um Brandler und Thalheimer verwarf die These, ein neuer „revolutionärer Aufschwung“ stehe bevor, als grundsätzlich falsch; ihrer Einschätzung nach befand sich die Arbeiterbewegung vorerst nicht in der Offensive, sondern in der Defensive. Der seit 1929 zu beobachtende Aufstieg der NSDAP bestärkte sie bald schon in dieser Einschätzung. Sie warnten vor diesem Hintergrund davor, den Masseneinfluss und die Handlungsfähigkeit der KPD zu überschätzen, betonten in den folgenden Jahren aber immer wieder, die KPD könne, eine „richtige“ Linie vorausgesetzt, die SPD durchaus überflügeln. Thalheimer erklärte im Oktober 1928, sein „Kampf in der Partei“ gelte „einem Kurs und einer Führung, die objektiv der Sozialdemokratie ebenso in die Hände arbeiten, wie dies die Führung unter Maslow und ihr Kurs getan haben“. Brandler und Thalheimer kritisierten in diesem Zusammenhang die in ihren Augen „verbrecherische“ Politik, über die kommunistische Fraktionsarbeit in den ADGB-Gewerkschaften hinauszugehen und bei Betriebsratswahlen mit eigenen „roten Listen“ gegen die offiziellen Gewerkschaftslisten anzutreten bzw. kommunistische Sonderorganisationen zu gründen (vgl. Revolutionäre Gewerkschafts-Opposition), da dies die kommunistischen Arbeiter von der Mehrheit der Belegschaften isoliere und letztere vollständig der sozialdemokratischen Gewerkschaftsbürokratie ausliefere. Weitere Kritikpunkte waren die Abkoppelung des „Apparats“ in der KPD von der Mitgliedschaft, die Unterbindung der offenen innerparteilichen Diskussion sowie die dominierende Rolle der KPdSU in der Komintern bzw. das mit dieser Rolle einhergehende Hineintragen der Fraktionskämpfe innerhalb der KPdSU in die Internationale.
Am 30. Dezember 1928 fand in Berlin eine Reichskonferenz der „rechten“ Opposition der KPD statt, an der 74 Vertreter aus 16 Parteibezirken teilnahmen. Die Referate hielten Erich Hausen, Jacob Walcher und August Thalheimer. Die meisten Teilnehmer waren zu diesem Zeitpunkt noch Mitglieder der KPD; 17 waren bereits aus der KPD ausgeschlossen worden. In den folgenden Wochen und Monaten kam es zu zahlreichen Ausschlüssen und Austritten aus der KPD; etwa 3.000 bis 4.000 ehemalige Mitglieder organisierten sich im Rahmen der KPO.
Obwohl die KPO rasch eine eigene Leitungsstruktur und Presse aufbaute sowie in den folgenden Jahren bei einzelnen Kommunal- und Landtagswahlen selbstständig antrat, verstand sie sich ausdrücklich nicht als Partei, sondern als „organisierte Richtung“ innerhalb der kommunistischen Bewegung. Die 1928/29 im Zuge der innerparteilichen Auseinandersetzungen vorgenommene und in der Literatur mitunter übernommene Etikettierung als „rechte Opposition“ wies die KPO zurück. Sie beharrte darauf, gegenüber dem „ultralinken“ einen leninistischen Standpunkt zu vertreten.
Die KPO war eine sehr aktive, zahlenmäßig aber vergleichsweise kleine Gruppe. Ende 1930 hatte sie bis zu 6.000 Mitglieder, Ende 1932 etwa 3.500. Die Mitgliedschaft rekrutierte sich im Vergleich zur KPD, die einen deutlich höheren Anteil an „einfachen“ Arbeitern bzw. an Erwerbslosen aufwies, überproportional aus gewählten Betriebsräten, Gewerkschaftsfunktionären der unteren/örtlichen Ebene, Kommunalpolitikern und Intellektuellen. Zentren der Aktivität der KPO waren Berlin, Breslau, Sachsen, Thüringen – in einigen kleineren Industriegemeinden in Thüringen und Sachsen stellte die KPO auch Bürgermeister –, das Rhein-Main-Gebiet und der Raum Stuttgart. Größere Gruppen der KPO waren auch in Ostpreußen, Stettin, Hamburg, Bremen und im Raum Halle-Merseburg aktiv.
Die KPO gehörte mit einigen verwandten Gruppen u. a. in Schweden, den USA, Frankreich und der Schweiz der Internationalen Vereinigung der Kommunistischen Opposition (IVKO) an, welche jedoch bis 1939/40 zerfallen war. Die KPO gab die mehrmals in der Woche erscheinende Zeitung Arbeiterpolitik, einige regionale Mitteilungsblätter und das auf einem hohen Niveau stehende Theorieorgan Gegen den Strom heraus. Die IVKO publizierte unter Federführung der KPO die Zeitschrift Der Internationale Klassenkampf. Der Jugendverband KJO gab den Jungen Kämpfer heraus.

## KPO und SAP
Anfang 1932 schloss sich nach heftigen Auseinandersetzungen eine Minderheit der KPO-Mitglieder um Paul Frölich, Jacob Walcher und August Enderle einschließlich der in Kommunalparlamenten vertretenen Gruppen in Offenbach am Main um Heinrich Galm und in Geesthacht um August Ziehl der Sozialistischen Arbeiterpartei Deutschlands (SAP) an, einer linkssozialistischen Abspaltung der SPD.
Die KPO-Minderheit hatte zuvor für eine Arbeitsgemeinschaft von KPO und SAP bzw. für einen Anschluss der KPO an die SAP plädiert. Die bis dahin für die KPO verbindliche Orientierung auf die „Eroberung“ der KPD war nach Ansicht der Minderheit hinfällig, da die KPD sich unwiderruflich zu einer „ultralinken Sekte“ entwickele und keine kommunistische Partei mehr sei. Eine solche müsse erst wieder neu aufgebaut werden; in der SAP werde die KPO eine ähnliche Rolle spielen können wie der Spartakusbund 1917/18 in der USPD. Diesen „Salto mortale in das Lager des Reformismus“ lehnte die KPO-Mehrheit auf einer Konferenz, die in Berlin am 17./18. Oktober 1931 tagte, allerdings ab. Im Dezember 1931 erklärte sich auch die 4. Reichskonferenz der KPO gegen den Standpunkt der Minderheit. Deren führende Vertreter wurden am 12. Januar 1932 von der erweiterten Reichsleitung der KPO wegen fortgesetzter Fraktionsarbeit und geheimer Unterhandlungen mit Vertretern der SAP einstimmig aus der KPO ausgeschlossen.
In der heterogenen, von Anfang an von Fraktionskämpfen geprägten SAP spielten die ehemaligen KPO-Mitglieder auf Grund ihrer großen politischen und organisatorischen Erfahrung eine wichtige Rolle. Nachdem die Vorstandsmehrheit der SAP um Kurt Rosenfeld und Max Seydewitz die Partei gegen den Willen vieler der noch verbliebenen Mitglieder im Februar 1933 für aufgelöst erklärt hatte, übernahmen die ehemaligen KPOler im Frühjahr 1933 de facto die Führung dieser Partei.

## Illegalität ab 1933
Unmittelbar nach ihrer 5. Reichskonferenz, die zur Jahreswende 1932/33 in Berlin stattfand, stellte die KPO ihre Organisation auf illegale Arbeit um. In ihrer politischen Analyse war sie bereits im August 1932 davon ausgegangen, dass die Republik von Weimar „tatsächlich zu Ende“ und die Verfassung „tot“ sei. Es sei „nur eine Frage der Zeit, dass die Form der Verfassung der wirklichen Verfassung, das heißt den wirklichen Machtverhältnissen entsprechend, geändert wird“. Der 20. Juli 1932 bewies für die KPO, dass SPD und KPD kampfunfähig waren. Damit sei die Arbeiterklasse aus dem „Kampf um die politische Macht“ ausgeschieden: „Es ist bitter genug, das feststellen zu müssen, aber es ist eine Tatsache.“ Zum Zeitpunkt der Machtübergabe an die NSDAP am 30. Januar 1933 war die KPO somit seit langem „auf diesen Augenblick der Errichtung der faschistischen Diktatur vorbereitet.“
Wenige Tage nach dem Reichstagsbrand, am 4. März 1933, konstituierte sich in Straßburg das Auslandskomitee (AK) der KPO, das aus Heinrich Brandler, August Thalheimer und Leo Borochowicz bestand. Die Inlandsleitung lag beim Berliner Komitee (BK), dem anfangs Robert Siewert, Hans Tittel und Fritz Wiest angehörten. Insbesondere die früh vorgenommene Bildung von unabhängigen Fünfergruppen, deren Leiter mit der zuständigen, aus jeweils drei Personen bestehenden Bezirksleitung Verbindung hielt, bewährte sich in der Untergrundarbeit der KPO. Diese Umstellung gelang ohne größere Schwierigkeiten, weil die KPO ein sehr hohes Maß an innerer Geschlossenheit aufwies und – anders als die KPD – nicht von Polizeispitzeln durchsetzt war. Außerdem hatten nicht wenige KPO-Mitglieder während des Ersten Weltkrieges, in der Frühzeit der KPD und im Zuge des KPD-Verbots 1923/24 Erfahrungen in der illegalen Arbeit gesammelt. Die große Mehrheit der KPO-Mitglieder blieb so zunächst auch nach 1933 unter zentraler Leitung weiter aktiv. 1933 und noch einmal 1934 fanden illegale Konferenzen des BK mit Vertretern der Bezirke im Riesengebirge statt.
Anders als im Fall der KPD, deren zentrale und bezirkliche Leitungsstrukturen 1933 und danach wiederholt zerschlagen wurden und neu aufgebaut werden mussten, konnte die Gestapo – abgesehen von einzelnen Verhaftungsaktionen von vorwiegend lokaler Bedeutung in den Jahren 1934 und 1935 – den illegalen Inlandsapparat der KPO erst im Februar/März 1937 weitgehend zerstören, nachdem sie durch einen Zufall den „Reichskurier“ Hans Löwendahl hatte festnehmen können, der nach schweren Misshandlungen umfassend aussagte. In diesem Zusammenhang verhaftete die Gestapo auch fast alle Mitglieder des BK (Werner Müller, Walter Uhlmann, Kurt Weise, Theodor Gabbey, Otto Oehring, Ernst Paul und Willi Haeske); nur Wiest entkam ins Ausland. Nach dieser Verhaftungswelle wurde ein neues BK gebildet, das seinen organisatorischen Zusammenhalt bis 1945 bewahren konnte, dessen Verbindungen zu den verbliebenen Gruppen aber spätestens nach Kriegsbeginn mehr und mehr abrissen.
Ein Schwerpunkt der Widerstandsarbeit der KPO war der Versuch, Arbeiter in illegalen, „überparteilichen“ gewerkschaftlichen Gruppen außerhalb der Deutschen Arbeitsfront zu erfassen, um so aktionsbereite Organisationskerne für den späteren Wiederaufbau der Arbeiterbewegung zu schaffen. Hierbei konzentrierte sie sich vor allem auf die Metallindustrie. Die mehrmals wöchentlich hergestellte Untergrundzeitung Der Metallarbeiter wurde vor allem in Berlin und Leipzig verbreitet. Politisch orientierte die KPO in ihrer Untergrundarbeit auf den Sturz des Naziregimes durch eine „revolutionäre Erhebung der Arbeiterklasse“ und die Errichtung einer sozialistischen Räterepublik. Die Rückkehr zu einem mit der Weimarer Republik vergleichbaren System lehnte sie ab.
Auch in der Illegalität blieb für die KPO der politische Bezugsrahmen die KPD. Ihr Ziel war weiterhin, deren Linie im Sinne der KPO zu beeinflussen. Versuche, die von KPD bzw. SPD abgespaltenen Parteien und Gruppen mit dem Ziel des Aufbaus einer „neuen kommunistischen Partei“ zusammenzufassen, wie sie etwa vom Auslandsbüro der SAP ausgingen, lehnte die KPO rigoros ab. Sie setzte in diesem Zusammenhang auch die scharfe Polemik gegen den Trotzkismus und den Zentrismus fort.
Die Anzeichen für eine grundsätzliche Abkehr von der „ultralinken“ Linie in den Jahren 1933 und 1934 deutete die KPO als Annäherung der KPD bzw. der Kommunistischen Internationale an die von der KPO seit 1928/29 vertretenen Positionen. Die Auslandskonferenz der KPO, die im April 1934 in Straßburg zusammentrat, billigte den Antrag des AK, das Exekutivkomitee der Komintern um die Zulassung von KPO-Vertretern mit beratender Stimme beim bevorstehenden VII. Weltkongress der Komintern zu bitten. Im September 1934 kam es auf eine Einladung der KPD hin zu einem Gespräch in Paris, an dem für die KPO Brandler und Thalheimer und für die KPD Franz Dahlem und Fritz Schulte teilnahmen. Es führte allerdings nicht zu der erhofften Annäherung. Eine „Unterwerfung“ lehnten Brandler und Thalheimer ebenso ab wie die ab 1935 für die KPD verbindliche, in ihren Augen „opportunistische“ Volksfront-Politik der Komintern. Albert Schreiner und Ernst Adam, die offen für eine Reintegration in die KPD plädierten, wurden im Oktober 1935 vom AK aus der KPO ausgeschlossen.

## Zerfall im Exil ab 1936
Die Führung der KPO um Brandler und Thalheimer flüchtete ins Exil, einige Mitglieder kämpften in den Reihen der POUM-Miliz im Spanischen Bürgerkrieg, zwei Fachleute arbeiteten im dortigen Flugzeugbau. Anfang 1937 wurden alle Freiwilligen der KPD-O als Konterrevolutionäre verhaftet; sie kamen erst frei, als die Wärter vor den siegreichen faschistischen Truppen flüchteten und die Gefängnistore sich öffneten. Einige der Häftlinge waren vorher dank Intervention des ILP-Führers Archibald Fenner Brockway freigekommen.
Im Exil wurde die KPO ständig von dänischen Genossen und anfangs auch vor allem von der US-amerikanischen Independent Communist Labor League um Jay Lovestone materiell unterstützt. 1938/39 führte die Frage, ob Sowjetunion und Komintern noch reformierbar seien, zum Bruch zwischen Lovestone und der KPO. Auseinandersetzungen führten zur Abspaltung einer Minderheit als Gruppe Marxisten-Internationalisten um die Leitungsmitglieder Erich Hausen und Hans Tittel.
Nach Kriegsbeginn 1939/40 wurde die Auslandsleitung in Frankreich interniert. Trotz erhöhter Schwierigkeiten arbeitete ein Berliner Komitee im Reich weiter.
Die politische Eigenständigkeit der KPD-O zeigte sich in folgenden Problemkomplexen:
1. Faschismus-Analyse, Ablehnung der Sozialfaschismus-These, Forderung nach Einheitsfront
2. Ablehnung der Spaltung der freien Gewerkschaften und der anderen überparteilichen proletarischen Massenorganisationen, Kampf um die politische Gewinnung ihrer Mitglieder für den Kommunismus
3. Innerparteiliche Demokratie in der KPD, „Reform der Komintern an Haupt und Gliedern“, politische Selbständigkeit und finanzielle Unabhängigkeit der Parteien in der Komintern
4. Kritische Solidarität mit der Sowjetunion.

### Thalheimers Analyse des Nationalsozialismus
August Thalheimer hatte 1928 eine marxistische Faschismus-Analyse erarbeitet, die in die Plattform der KPD-O einging.

„Der Faschismus ist eine Herrschaftsform des Kapitalismus, die dessen soziale Macht sichert, aber den Staatsapparat übernimmt, um die Interessen und Ziele der Bourgeoisie mit aller Härte durchzusetzen. Seine Massenbasis sind deklassierte Elemente aller Klassen, die er mit pseudosozialistischen Versprechungen zu mobilisieren versucht.“

Thalheimer erstellte eine Analyse der Ziele des deutschen Faschismus, in der er den Nationalsozialismus als schlimmer, brutaler, aggressiver als den italienischen Faschismus beurteilte. Thalheimer erklärte, das wahre Ziel der NSDAP sei die „Vernichtung aller Arbeiterorganisationen, um eine neue Aufteilung der (noch kolonialen) Erdteile durchzusetzen, notfalls mit Krieg.“ Daher forderte er die Einheitsfront aller proletarischen Organisationen, die den Faschismus aufhalten, verhindern kann.

„Aus der Faschismus-Analyse folgt:
1. Die Sozialfaschismus-These ist völlig falsch und politisch schädlich, weil sie die reformistisch geführte Mehrheit der Werktätigen zu Feinden der Kommunisten macht;
2. die bürgerliche Demokratie muss von der faschistischen Form kapitalistischer Herrschaft unterschieden werden - trotz der Möglichkeit und Gefahr des Übergangs, weil die bürgerliche Demokratie „der beste Kampfboden für den Sozialismus“ ist.“

Die Kritik an der KPdSU galt anfangs nur der Bevormundung der Bruderparteien, ab Anfang 1929 der Verdrängung der Opponenten in der KPdSU. Sie verschärfte sich mit der zunehmenden Stalinisierung der KPdSU und der Verstärkung des stalinistischen Terrors. Die KPD-O protestierte ab 1935 gegen die Volksfrontpolitik, weil diese einen Verzicht auf die revolutionären Ziele der Parteien beinhaltete. Ebenso widersetzte sie sich der Beeinflussung der spanischen Politik, weil der Verzicht auf die Fortsetzung der Revolution zur Niederlage der Revolution führen musste. Am Beginn der drei Moskauer Schauprozesse, deren vierter geheim gegen die gesamte Führung der Roten Armee geführt wurde, bestand Unklarheit über die „Geständnisse“ der alten Bolschewiki. Nach einer kurzen, intensiven Debatte innerhalb der KPD-O wurde gegen die Moskauer Prozesse öffentlich protestiert. Der Protest verschärfte sich; 1937 wurde die Absetzung der Stalin-Führung im Interesse der Erhaltung der SU und der Verteidigung gegen die wachsende imperialistische Bedrohung gefordert.

## Nach 1945
Theodor Bergmann, ein damals junger Mitstreiter der KPD-Opposition, veröffentlichte 1987 das Buch „Gegen den Strom“, in dem er die Geschichte der Gruppe erzählt. In einer personellen und programmatischen Kontinuität zur KPO stehen die – 1947 gegründete – Gruppe Arbeiterpolitik (GAP) und die Gruppe Arbeiterstimme, welche sich 1971 von letzterer abspaltete. Beide Gruppen vertreiben auch Literatur der KPO. Andere sich in der Tradition der KPO verortende Kommunisten schlossen sich nach 1990 der PDS an. Einige ehemalige KPO-Mitglieder, wie Philipp Pless, traten der SPD bei. Auf dem Gebiet der späteren DDR schlossen sich viele ehemalige KPO-Mitglieder nach 1945 der KPD bzw. der SED an. Sie waren gewillt, den Sozialismus mit aufzubauen, lehnten jedoch die sowjetische Besatzungspolitik ab. Sie wurden fast ausnahmslos um 1950 im Rahmen innerparteilicher Säuberungen von ihren Funktionen entbunden.
Der KPO gehörten auch der bekannte Kulturhistoriker Eduard Fuchs und zeitweise die Politologen Wolfgang Abendroth und Richard Löwenthal, der Literaturwissenschaftler Hans Mayer und der spätere Innensenator und zweite Bürgermeister Bremens Adolf Ehlers an.